# Wanju
Quận Wanju (Hán Việt: Hoàn Châu) là một huyện ở đạo (tỉnh) Jeolla Bắc, Hàn Quốc. Huyện này có diện tích 820,94 km², dân số năm 2001 là 84.009 người.

## Thành phố kết nghĩa
- Hoài An, Trung Quốc